# Scream (chanson de Kelis)
Pour les articles homonymes, voir Scream.
Singles de Kelis
4th of July (Fireworks)
(2010) Brave
(2011)
Scream est une chanson de la chanteuse américaine Kelis sorti le 10 octobre 2010.

## Liste des pistes
- Téléchargement digital[1]

1. Scream -

- Digital Remixes EP

1. Scream (AL-P of MSTRKRFT Remix) - 4:01
2. Scream (LA Riots Remix) - 6:32
3. Scream (Russ Chimes Remix) - 6:25
4. Scream (RUXPIN Remix) - 4:55
5. Scream (Shameboy Remix) - 5:38

## Classement par pays
| Classement (2010)               | Meilleure position |
| ------------------------------- | ------------------ |
| Belgique (Flandre Ultratip 100) | 18                 |

## Historique de sortie
| Pays        | Date            | Format                                     | Label           |
| ----------- | --------------- | ------------------------------------------ | --------------- |
| Belgique    | 10 octobre 2010 | Digital Remixes EP                         | Universal Music |
| Royaume-Uni | 10 octobre 2010 | Téléchargement digital, EP Remixes Digital | Polydor Records |
| France      | 19 octobre 2010 | EP Remixes Digital                         | Universal Music |
| Allemagne   | 19 octobre 2010 | EP Remixes Digital                         | Universal Music |